# Tausa
Tausa – miasto w Kolumbii, w departamencie Cundinamarca.